# Daniel Trubač
Daniel Trubač (Opočno, 17 luglio 1997) è un calciatore ceco, centrocampista del Teplice.

## Caratteristiche tecniche
È un esterno sinistro.

## Carriera

### Club
Cresciuto nelle giovanili dello Hradec Králové, ha esordito il 17 agosto 2014 in occasione del match di campionato perso 4-0 contro il Viktoria Plzeň.

### Nazionale
Ha giocato nelle nazionali giovanili ceche Under-17, Under-19 ed Under-21.